# مالیانو سابینا

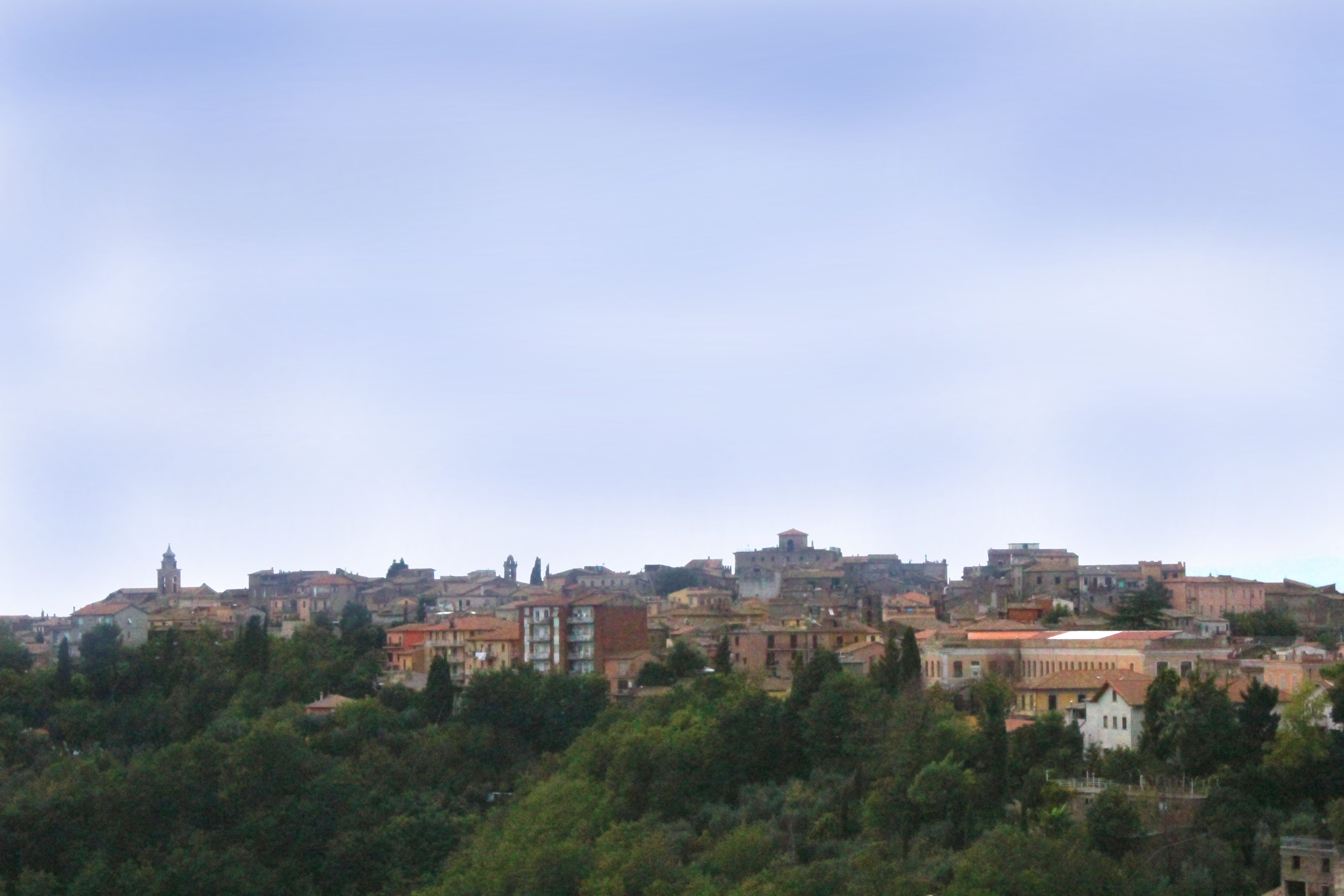

مالیانو سابینا (به ایتالیایی: Magliano Sabina) یک کومونه در ایتالیا است که در استان ریتی واقع شده‌است.

## خصوصیات
مالیانو سابینا ۴۳٫۷ کیلومترمربع مساحت و ۳٬۸۲۹ نفر جمعیت دارد و ۲۲۲ متر بالاتر از سطح دریا واقع شده‌است.